# 现代家庭
《现代家庭》是上海市一本有关家庭、亲子、女性健康生活的期刊群，《现代家庭》杂志社1981年成立于上海市，主管单位为上海妇女联合会。2017年11月，《现代家庭》杂志社读者服务部旗下为了孩子学苑卷入上海携程公司亲子园虐童事件。